# Amyntas IV.
Amyntas IV. (altgriechisch Ἀμύντας Amýntas; * um 362 v. Chr.; † 336 v. Chr.) war ein König von Makedonien aus dem Haus der Argeaden.
Amyntas war der Sohn des Königs Perdikkas III. und erst drei Jahre alt, als dieser 359 v. Chr. im Kampf gegen die Illyrer fiel. Deshalb übernahm sein Onkel, Philipp II., als Vormund vorerst die Regentschaft über das Land, bis er um 356 v. Chr. den Thron vollständig usurpierte. Amyntas wurde von seinem Onkel weiterhin als vollwertiges Mitglied des Königshauses behandelt. Unter anderem wurden ihm mehrere Söhne des Adels als Jugendgefährten (syntrophoi) zur Seite gestellt; einer von ihnen war Philotas. Auch durfte Amyntas offenbar den Königstitel führen, wie eine entsprechende inschriftlich erhaltene Ehrung durch das böotische Lebadeia bezeugt. Denkbar ist aber auch, dass die Einwohner von Lebadeia ihm die königliche Titulatur missbräuchlich zulegten. Die Stadt Oropos verlieh ihm die Ehrenbürgerwürde (Proxenie).
Als sich Philipp II. bei seiner Heirat mit Kleopatra (337 v. Chr.) mit seinem Sohn Alexander dem Großen, den er als Thronfolger erzogen hatte,  zerstritt, wandte er sich offenbar Amyntas zu und gab ihm seine Tochter Kynane zur Gemahlin. Im Jahr 336 v. Chr. wurde Philipp II. ermordet, worauf dessen Sohn Alexander der Große die Herrschaft als König übernahm. Amyntas konnte Alexander aufgrund seiner Abstammung als Thronanwärter gefährlich werden. Er wurde auch von einem Teil des makedonischen Adels in seinem Thronanspruch unterstützt. Alexander war entschlossen, seine Herrschaft gegen Amyntas und andere Thronprätendenten zu behaupten. Er ließ Amyntas unter der Anschuldigung, dass dieser einen Anschlag gegen ihn plane, hinrichten.
Amyntas IV. hatte aus seiner Ehe mit Kynane eine Tochter, Adea/Eurydike, die später mit König Philipp III. Arrhidaios verheiratet wurde.